# Nagari Ladang Panjang
Nagari Ladang Panjang is een bestuurslaag in het regentschap Pasaman van de provincie West-Sumatra, Indonesië. Nagari Ladang Panjang telt 9970 inwoners (volkstelling 2010).